# Доденко Мотрона Кирилівна
Мотрона Кирилівна Доденко (10 травня 1913 , Павлоградський повіт, Катеринославська губернія  — 31 жовтня 2000 , Володимирівка, Запорізька область ) — передовик радянського сільського господарства, ланкова радгоспу «Червоноармієць» у Дніпропетровській області Української РСР, Герой Соціалістичної Праці (1948).

## Біографія
Народилася Мотрона Доденко 28 квітня (10 травня) 1913 року в селі Хащеве, нині Новомосковський район Дніпропетровської області України. Рано втратила батьків, з дитячих років працювала — няньчила чужих дітей. Самостійно навчилася читати, писати. У школі зовсім не навчалася. Наприкінці 1920 року почала працювати в місцевому колгоспі.
Під час німецько-радянської війни, у лютому 1942 року, евакуйована з сім'єю до Сталінградської області, там працювала чорноробом у зернорадгоспі «Страхівський» Калінінського району (нині Новоаннінського району Волгоградської області). Чоловік, Макар Опанасович Доденко, в 1943 році був призваний Калінінським військкоматом на фронт, загинув у бою на території Угорщини в грудні 1944 року.
У квітні 1944 року разом із сином Мотрона Доденко повернулася на Дніпропетровщину і незабаром влаштувалася робітницею у насінницькому радгоспі «Червоноармієць» у селі Новоіванівське Юр'ївського району (у 1959—1991 роках — Павлоградського району) Дніпропетровської області Української РСР. Згодом стала ланковою овочівницькою бригадою.
У 1947 році її ланка одержала високий врожай — 31 центнер пшениці з гектара на площі 29,1 га. Указом Президії Верховної Ради СРСР від 3 травня 1948 року за отримання високих урожаїв пшениці при виконанні радгоспом плану здачі державі сільськогосподарської продукції у 1947 році та забезпеченості насінням зернових культур для весняної сівби 1948 року Мотроні Доденко було присвоєно звання Героя Соціалістичної праці з врученням Ордена Леніна та золотої медалі « Серп і Молот».
У наступні роки неодноразово обиралася народним депутатом Юр'ївської районної Ради депутатів трудящих, вела активну громадську роботу.
Будучи на пенсії, 1995 року переїхала до села Володимирівка Якимівського району Запорізької області . Померла 31 жовтня 2000 року на 88-у році життя.